# 夏业良
夏业良（1960年9月4日—），曾任北京大学经济学院副教授（非终身教职），北京大学外国经济学说研究中心副主任，中国经济体制改革研究会公共政策研究所副所长，兼任上海大学、上海财经大学、西安交通大学教授，美国卡托研究所客座研究员。
夏业良提倡自由民主、法治、个人自由和自由市场竞争，也是《零八宪章》的首批签名者之一。

## 经历
1960年9月4日夏业良生于安徽芜湖，1984年获得安徽大学英美文学学士学位。1987—1989年公派加拿大多伦多大学和美国旧金山大学学习管理学和EMBA课程。1990年代在俄罗斯工作。此后先后获得复旦大学经济学硕士（1996年）和博士学位（2000年）。
2000年7月—2002年6月在北京大学中国经济研究中心从事博士后研究与教学工作（林毅夫指导的第一位博士后）。2002年7月起在北京大学经济学院执教，出任北京大学外国经济学说研究中心副主任，中国经济体制改革研究会公共政策研究所副所长，为事业编制内的固定期限合同聘任制教师。经济学院先后在2006年、2009年和2012年依照合同规定对其进行了聘期考核。兼任上海大学、上海财经大学、西安交通大学教授。
2005年8月到2006年7月在美国伯克利加州大学访问研究（合作指导教授：钱颖一）。2011年9月到2012年7月在美国加州大学洛杉矶校区访问研究。2012年9月到2013年8月在美国斯坦福大学胡佛研究所访问研究。
2013年10月18日，夏业良被北京大学停止续聘。2014年1月26日从北京顺利抵达美国，并用电子邮件向记者予以确认。他表示会考虑前往威斯理学院、哈佛大学或者华盛顿特区的一个智库工作。2014年2月10日被美國华盛顿的智囊机构加图研究所聘为该所的客座研究员。

## 兼职
夏业良曾在政府部门、研究机构和高等院校工作，参与联合国开发计划署和世界银行在华项目工作。北京大学外国经济学说研究中心副主任，中国体制改革研究会帕累托公共政策研究所（CPIPP）理事、中国改革基金会北京国民经济研究所（NERI）研究员、中国金融教育发展基金会（CFDFE）理事。其他兼职包括中国改革基金会国民经济研究所研究员、天则经济研究所特邀研究员、中国金融教育发展基金会理事、九鼎公共事务研究所财经研究中心主任、中央人民广播电台经济顾问。

## 政治活动

### 公开信
2009年5月，夏业良在其新浪博客发表《致中宣部长刘云山的一封公开信》，认为刘领导下的中宣部钳制思想和言论自由，并提出了尖锐批评，并表示:
如果因为我今天给你的这封公开信，而使我失去北大的教职，或者最终用尽手段迫使我离开，那么我将会感谢你成全了我，因为你这样有可能使我成为当今北大为数不多的有骨气的知识分子而永载北大民间校史。

夏业良在文中特别提到了刘云山的中专生学历，说其“以此学历，长期在团系和党务部门工作，究竟读过多少像样的书，何德何能，竟然要控制全国的意识形态？”
夏业良在2009年说，2004年在北京大学当新闻传播学副教授的焦国标因为《讨伐中宣部》这篇文章而丢掉了北京大学的教职。如果他也因此丢掉北大的工作，他无怨无悔。
有鑑於六四民運人士李旺陽在接受香港媒體訪問後在六四周年之際離奇地被宣布「上吊自殺」，許多維權與異議人士擔心可能會同遭不幸「被自殺」，紛紛發表「我不自殺」的聲明。自稱「追求民主與法治的自由主義知識分子」的夏業良也在推特和微博上說：「本人夏業良，生性謹慎而樂觀開朗，身體健康，有堅強信念，過去／現在／將來無論遭遇疾病／政治迫害／生活艱辛等各種情況，絕不尋求自殺來解脫。如有不測，必有嫁禍，包括車禍／溺水都不可信。除專制暴政別無他敵，特留此存照。」

### 解聘事件
2013年10月18日，北京大学停止续聘夏业良。校方随后发表对夏业良终止聘用合同的声明:
夏业良老师于2002年7月入职北大经济学院，现为人事代理合同制身份，职称为副教授。近年来，夏业良的教学评估成绩连续多年处于全院倒数。2008年以来夏业良的教学评估结果是：三次全院倒数第一，一次倒数第三，一次倒数第四，最好的结果是两次倒数第六。对夏业良授课方式、授课内容、工作态度等有关教学工作的批评意见多达340多条，还曾有二十多名学生联名要求改换任课老师。在学生对夏业良提出的批评意见和建议中，主要批评夏业良讲课跑题，偏离课程内容，在与教学无关的话题上浪费大量时间。有的意见言辞比较激烈，如“上课讲经济学，不要扯淡”、“本末倒置”，“太水了”、“讲废话超多”等。还有一些认为讲课内容太肤浅，如“我们要真正的知识”、“关于学术方面的东西讲得太少”等。其次，在科研论文方面，根据夏业良本人提供的材料，从2008年8月到2013年1月，夏业良发表CSSCI期刊论文仅1篇（与其学生共同发表）。
2012年10月26日，按照《北京大学关于对新增人员实行人事代理制度的规定（试行）》（校发2001第166号）第四条和第五条的规定，经济学院人事代理制度教师考核与聘任委员会对夏业良进行了考核和续聘的无记名投票。应到委员33人，实到委员22人。对夏业良的投票结果是：11票反对续聘，10票同意续聘，1票弃权，不予续聘。该表决结果随后通知了夏业良。为了给夏业良改进的机会，经济学院报学校同意后，对夏业良的续聘作出延展一年处理的决定。
2013年10月11日，经济学院教师考核与聘任委员会召开会议对“是否维持去年的表决结果”进行了确认投票。应到委员37人（新增4名委员中，2人为新晋教授，2人为访学归国教授），实到委员34人。投票结果是：30票反对续聘，3票同意续聘，1票弃权，维持去年表决结果，不予续聘。该结果于10月18日正式通知了夏业良本人。北京大学新闻发言人说经济学院教师考核与聘任委员会由经济学院全体33名正教授和4名副高级职称的院领导组成。

## 思想
夏业良被称为自由主义经济学家，他认为“计划思维”的回归与资源的逆市场化权力配置导致了社会财富向少数利益集团集中，收入分配的扭曲和贫富差距的扩大。他指出近10年来，中国地区、城乡、行业、群体间的收入差距明显加大，收入分配格局失衡导致社会财富向少数利益集团集中，尤其是向官僚利益集团和垄断利益集团集中。中国1%的家庭掌握了全国41.4%的财富，财富集中度远远超过了美国，成为全球两极分化最严重的国家之一。他指出近几年的政策取向就是使垄断国企越来越强势，这种"国进民退"其实就是最大的风险。
夏业良对通过税收调节来缩短贫富差距、解决分配不均问题表示了担忧：
通过税收调节，最终缩小的可能是袁隆平和普通农民工之间的差距，从而削弱了中国未来的创新能力和财富的创造能力。实际上老百姓深恶痛绝的并不是依靠科技发明、诚实劳动致富的人，而是那些通过不当的权力垄断获得巨额财富的人。
夏业良提出了要把共产党的党产和国家的财产分开的理论，指出中国经济改革，无法回避政治体制、政党、宪政民主以及权力制衡等基本核心问题：
要讲政治体制改革，大家最关心的问题就是宪政民主的问题。即使你现在不能实现，那又没有一个时间表，或是朝这个方向努力。从权利制衡来讲，不管是三权分立、四权分立，对权力一定要有个制衡。对这个根本问题，中央领导人从来没有回答过。

对人文社会科学的思想，还是由党的意识形态部门加以严格控制。举个简单例子，一个国家进行人文社会科学研究，应当有自由的空间，可是在中国，所有的社会科学研究的重大课题，都是由社会科学规划办公室作出的。这个办公室就设在中共中央的宣传部里。

## 评价
前北大经济学教授、独立评论人士商德文认为：
这一个是北大人的悲哀，是一种现象，它的根源是上边的，一切的控制舆论，压制言论自由的渠道，这个根是在中宣部。北大是听命于上边的，北大这个学校是党委制，党委书记、党委说了算，不是按照北大的学术地位和宪法来说事。
台湾立法委员黃國昌博士在《台灣蘋果日報》即時新聞專欄撰文批判：「當北大決定不再續聘長期批判中共極權、要求中國進行政治改革的夏業良教授時，就已自我對全世界正式宣告：我們不僅墮落為極權的附庸，也早已將蔡元培所曾標榜「研究學問、思想自由」的北大精神糟蹋殆盡，更已配不上「大學」這個稱號。...10月11日的投票，不過是結果早已決定的過場秀。北大經濟學院嗣後試圖自清所提出的解釋，不僅是在侮辱眾人的智商，更是在羞辱北大自己的智商。...喊的再大聲的「中國夢」口號，也無法掩蓋中共極權殘暴的本質。」
台湾前立法委员李敖之子李戡博士曾于2013年3月29日在其新浪微博中写道：“我认为夏老师不应该追随“他朋友”的团队，事实上他比他们任一人都优秀，相貌堂堂且学识丰富，应该做独立的思想播种者。”李戡也曾在《时代周报》专访中表示：“（北大）比较有特色的是教《经济学原理》的夏业良教授，他蛮有学问，我看到他有很多著作，上过很多央视、凤凰台的节目。他上课不只是告诉你一些经济学原理，他会评论很多社会现象。”
美國知名學府衛斯理學院有超過130名教授聯名發表公開信予以譴責，要求衛斯理學院停止與北大的合作關係。

## 著作
主要研究领域为新制度经济学、公共选择与公共政策、劳动经济学、中国转型与改革。
在《经济研究》、《经济学动态》、《经济科学》、《管理世界》、《世界经济与政治》、《战略与管理》、《社会科学战线》、《改革》、《经济评论》、《经济理论与经济管理》、《中国人口科学》、《复旦学报》等期刊上发表论文40多篇。已出版个人文集包括《制度是怎样炼成的》、《公共问题的经济解读》、《经济学不能承受之重》、《经济学能做什么》、《选择之道》等。
主要期刊论文包括《中国的人口结构变化与就业前景》、《境外投资者参与债权转股运作的可行性分析》、《全球化对中国高等教育的影响》、《劳动经济学理论前沿》、《就业机制的内涵与中国城市就业机制》等。
译著包括《劳动经济学》、《城市土地经济学》、《我们身边的经济学》、《经济学方法论新论》、《体验经济》、《全球化及其不满》、《盐》、《经济学百科全书》等。

## 外链
- 夏业良：致中宣部长刘云山的一封公开信 （页面存档备份，存于）

## 引用
1. ↑  批評中國政治體制　北大教授夏業良遭解聘 （页面存档备份，存于）, 蘋果日報 (台灣), 2013年10月19日
2. ↑  .   [2014年2月12日]. （原始内容存档于2014年2月14日）.
3. 1 2  . 美国之音. 2013-09-09  [2025-05-09] （中文）.
4. ↑  . www.guancha.cn.   [2025-05-09].
5. ↑  夏业良:发展循环经济创建“节约型社会”，光明网[永久]
6. ↑  . news.pku.edu.cn.   [2025-05-09].
7. ↑  北大教授夏业良因批中国政治体制遭解聘 （页面存档备份，存于），BBC中文网 - 两岸，撰写：嵇伟，责编：尚清，2013年10月18日
8. ↑  自由派学者夏业良丢掉教授职位 （页面存档备份，存于），纽约时报中文网 国际纵览，储百亮，2013年10月21日
9. ↑  .   [2014-02-12]. （原始内容存档于2014-02-25）.
10. ↑  .   [2013-10-23]. （原始内容存档于2013-10-29）.
11. ↑  .   [2013-10-19]. （原始内容存档于2013-10-19）.
12. ↑  . RFI. 2009-05-13  [2009-05-17]. （原始内容存档于2020-04-30）.
13. ↑  北大學者轟中宣部箝制思想 「連希特拉的蓋世太保也不過如此」 （页面存档备份，存于）, 蘋果日報 (香港), 2009年05月14日
14. ↑  学者致函批评中宣部控制意识形态
15. ↑  怕被自殺 大陸發起不自殺運動 （页面存档备份，存于）, 中央通訊社, 2012/06/12
16. ↑  . 大公网. 2013-10-19  [2013-10-19]. （原始内容存档于2013-10-22）.
17. ↑  关于对夏业良终止聘用合同的说明 的存檔，存档日期2013-10-20.
18. 1 2 3  . 北京大学新闻中心. 2013-10-23  [2013-10-23]. （原始内容存档于2016-01-16）.
19. ↑  北京大学关于对新增人员实行人事代理制度的规定（试行）（校发【2001】166号） 的存檔，存档日期2015-06-06.
20. ↑  .   [2013-10-23]. （原始内容存档于2013-11-03）.
21. ↑  .   [2013-10-23]. （原始内容存档于2013-11-03）.
22. ↑  .   [2013-10-23]. （原始内容存档于2013-11-03）.
23. ↑  .   [2013-10-23]. （原始内容存档于2016-03-04）.
24. ↑  .   [2013-10-23]. （原始内容存档于2016-03-05）.
25. ↑  .   [2013-10-23]. （原始内容存档于2016-03-05）.
26. ↑  .   [2021-07-03]. （原始内容存档于2021-07-09）.
27. ↑  【黃國昌專欄】自我作賤的北京大學 （页面存档备份，存于）, 蘋果日報 (台灣), 2013年10月21日
28. ↑  《战略与管理》2001年 第2期
29. ↑  《国际经济合作》2000年 第7期
30. ↑  《上海改革》2001年 第5期
31. ↑  《经济学动态》2001年 第4期
32. ↑  就业机制的内涵与中国城市就业机制 的存檔，存档日期2005-10-27.